# Hans Bredmose
Hans Bredmose (Sundby, 1888. augusztus 23. – Gentofte, 1958. december 18.) olimpiai 4. helyezett dán tornász.
Az 1908. évi nyári olimpiai játékokon indult tornában és csapat összetettben 4. lett.
Klubcsapata a Gymnastik- og Svømmeforeningen Hermes volt.